# 2013 HS150
2013 HS150, também escrito como 2013 HS150, é um corpo celeste que é classificado como um damocloide. O mesmo possui uma magnitude absoluta de 16,9 e tem um diâmetro com cerca de 1,8 km.

## Descoberta
2013 HS150 foi descoberto no dia 16 de abril de 2013 através do Observatório de Cerro Tololo.

## Órbita
A órbita de 2013 HS150 tem uma excentricidade de 0,969 e possui um semieixo maior de 89,256 UA. O seu periélio leva o mesmo a uma distância de 2,806 UA em relação ao Sol e seu afélio a 175,707 UA.